# École-d
 (juin 2024).
 (juin 2024).
La mise en forme du texte ne suit pas les recommandations de Wikipédia : il faut le « wikifier ».
Les points d'amélioration suivants sont les cas les plus fréquents :
- Les titres sont pré-formatés par le logiciel. Ils ne sont ni en capitales, ni en gras.
- Le texte ne doit pas être écrit en capitales (les noms de famille non plus), ni en gras, ni en italique, ni en « petit »…
- Le gras n'est utilisé que pour surligner le titre de l'article dans l'introduction, une seule fois.
- L'italique est rarement utilisé : mots en langue étrangère, titres d'œuvres, noms de bateaux, etc.
- Les citations ne sont pas en italique mais en corps de texte normal. Elles sont entourées par des guillemets français : « et ».
- Les listes à puces sont à éviter, des paragraphes rédigés étant largement préférés. Les tableaux sont à réserver à la présentation de données structurées (résultats, etc.).
- Les appels de note de bas de page (petits chiffres en exposant, introduits par l'outil «  Source ») sont à placer entre la fin de phrase et le point final[comme ça].
- Les liens internes (vers d'autres articles de Wikipédia) sont à choisir avec parcimonie. Créez des liens vers des articles approfondissant le sujet. Les termes génériques sans rapport avec le sujet sont à éviter, ainsi que les répétitions de liens vers un même terme.
- Les liens externes sont à placer uniquement dans une section « Liens externes », à la fin de l'article. Ces liens sont à choisir avec parcimonie suivant les règles définies. Si un lien sert de source à l'article, son insertion dans le texte est à faire par les notes de bas de page.
- La présentation des références doit suivre les conventions bibliographiques. Il est recommandé d'utiliser les modèles {{Ouvrage}}, {{Chapitre}}, {{Article}}, {{Lien web}} et/ou {{Bibliographie}}. Le mode d'édition visuel peut mettre en forme automatiquement les références.
- Insérer une infobox (cadre d'informations à droite) n'est pas obligatoire pour parachever la mise en page.

Pour une aide détaillée, merci de consulter Aide:Wikification.
Si vous pensez que ces points ont été résolus, vous pouvez retirer ce bandeau et améliorer la mise en forme d'un autre article.
Ēcole-d
L’Ēcole-d (logo : Ēcole-d), anciennement l'École de Design de Nouvelle-Aquitaine, est un établissement d’enseignement supérieur technique privé situé à Poitiers, en Nouvelle-Aquitaine, en France. Fondée en 1968, l’école propose des formations dans le domaine du design, de niveau bac +3 à bac +5.
Elle propose deux spécialisations : la direction artistique en communication digitale et l’architecture d’intérieur. 
Le programme de niveau bac+3 permet l’obtention d’un diplôme  bachelor  tandis que le programme de niveau bac+5 proposé en alternance permet l’obtention d’un diplôme mastère. Les diplômes délivrés sont inscrits au RNCP, registre national des certifications professionnelles.
L’établissement est implanté sur deux sites à Poitiers : au 34 boulevard du Grand Cerf et au 21 boulevard du Grand Cerf, l’ensemble constituant une surface de plus de 1000 m2.

## Historique
L’établissement est fondé en 1968 à Poitiers sous le nom d’académie Bugeant, par Pierre Bugeant, graphiste et décorateur poitevin. Peu après, Maurice Bégeault, comptable, rejoint l’école, avant de racheter les parts de Pierre Bugeant en raison de problèmes de santé de ce dernier. Renommée EAA, pour l’École d’Arts Appliqués, puis Léaa en 2015, elle prend le nom d’école de design de Nouvelle-Aquitaine en 2018.
Depuis sa création, l’école est restée implantée à Poitiers, malgré plusieurs déménagements. Elle était initialement installée au 41 rue de la Chaussée, puis a emménagé en 2013 au 19 rue Paul Bert, à l’occasion du changement de direction. Cette même année, Véronique Guyot devient directrice de l’établissement.
En 2019, l’école s’installe au 34 boulevard du Grand Cerf. Sous l’impulsion de la nouvelle direction, le renouvellement de l’équipe pédagogique et le changement de locaux amènent une forte évolution des inscriptions. Depuis 2021, elle dispose également d’un second site, situé au 21 boulevard du Grand Cerf. 
Depuis sa fondation, l’établissement propose deux filières : la décoration intérieure et la communication visuelle. En septembre 2022, une nouvelle spécialisation en game design, intitulée direction artistique en game art, est ajoutée au programme. Toutefois, cette filière sera abandonnée à partir de la rentrée scolaire 2025, revenant donc à ses deux spécialités d’origine dorénavant intitulées architecture d’intérieur et direction artistique en communication digitale.
Avant 2013, l’école délivrait un diplôme d’école non reconnu par l’État. Entre 2014 et 2020, elle délivre à ses étudiants à un diplôme européen, le BTEC (Business and Technology Education Council), l’équivalent britannique du BTS français, organisé par le groupe Pearson.
Depuis 2020 l’école est partenaire de certificateurs nationaux afin de délivrer des diplômes RNCP au niveau Mastère puis depuis 2025 au niveau Bachelor.
En février 2025, l’établissement est racheté par le groupe Schools Of Arts, un groupe européen d’écoles des arts du spectacle et du design.

## Formations
Avant de choisir une spécialisation, les étudiants de première année de bachelor suivent un enseignement pluridisciplinaire leur permettant de découvrir différents outils et techniques, dans un parcours comparable à un DNMADE ou à une MANAA.
À partir de la deuxième année, les étudiants choisissent l’une des deux spécialités proposées :
- direction artistique en graphisme digital

- architecture d’intérieur

Les formations sont certifiées Qualiopi et les programmes de niveau bachelor (bac +3), proposés en formation initiale, et de mastère (bac +5), proposés en alternance, sont réalisés en collaboration avec des établissements partenaires qui assurent la certification RNCP officielle des diplômes délivrés.

## Collaborations et partenariats[7]
- ISAE-ENSMA - Institut Supérieur de l'Aéronautique et de l'Espace, École Nationale Supérieure de Mécanique et d'Aérotechnique
- Rosobren - créateur de matières et de produits biosourcés, écologiques et naturels
- APSA - Association pour la Promotion des Personnes Sourdes, Aveugles et Sourdaveugles
- Ébullition - projet de jeu rôle par correspondance[8]
- Bois de la marche - hôtel poitevin
- La Fanzinothèque de Poitiers - association culturelle poitevine[9]
- Grand Poitiers - communauté urbaine en Vienne
- Odéys - cluster construction et aménagements durables
- Maison de l’architecture de Poitiers en Nouvelle-Aquitaine[10]
- Ville de Poitiers
- CROUS Poitiers - Centre Régional des Oeuvres Universitaires et Scolaires de Poitiers
- Université de Poitiers
- Théâtre Auditorium de Poitiers - salle de spectacles à Poitiers
- FLIP - festival de jeux à Parthenay
- Ville de Parthenay
- EKIDOM - agence immobilière
- Libellud - éditeur de jeux à Poitiers[11]